# Юдаев, Константин Михайлович
Константин Михайлович Юдаев (род. 20 августа 1982, Тамбов) — российский актёр.

## Биография
Константин Юдаев родился 20 августа 1982 года в Тамбове.
В 2004 году окончил факультет романо-германской филологии Тамбовского государственного университета имени Г. Р. Державина, получил специальность преподавателя немецкого и английского языков и зарубежной литературы. В 2006 году окончил Высшее театральное училище имени М. С. Щепкина (художественный руководитель курса Н. Н. Афонин). Сразу же после окончания училища был принят в труппу Государственного академического Малого театра. В кино дебютировал в 2005 году небольшими ролями в сериалах.

## Личная жизнь
Женат на пианистке Александре Соломиной (род. 25 июня 1990), внучке Народного артиста СССР Юрия Мефодьевича Соломина. Имеет двоих детей. Старшего сына зовут Федор (род. 7 ноября 2016), младшего Юрий (род. 7 февраля 2018).

## Творчество

### Роли в театре
- «Уехавший остался дома» — Аурельо\Октавио — реж. П.Курочкин (ВТУ им. Щепкина) (2006)
- «Репетируем Шекспира» — отец Володи — реж. В.Афонин (ВТУ им. Щепкина) (2006)
- «Годы странствий» — артиллерист — реж. Н.Киндинова (ВТУ им. Щепкина) (2006)
- «Барышня-крестьянка»(литературно-музыкальный спектакль) — Алексей, рассказчик — реж К.Юдаев (2007)
- «Царь Борис» — Ричард Ли — реж. В.Бейлис(Малый театр) (2009)
- «Умные вещи» — Молодой лакей — реж. В.Федоров (Малый театр) (2009)
- «Наследники Рабурдена» — Леду — реж. В.Бейлис (Малый театр) (2011)
- «Усилия любви» — Бойе — реж. В.Иванов (Малый театр) (2011)
- «Пиковая дама» — Катов — реж. А. Житинкин (Малый театр) (2012)
- «Сирано де Бержерак» — голос, поэт, мушкетёр — реж. Ж. Лаводан (Малый театр) (2012)
- «Гондла» — Лаге — реж. А.Смольяков («Открытая сцена») (2013)
- «Портрет Дориана Грея. Экспертиза» — лорд Генри — реж. А.Смольяков («Открытая сцена») (2013)
- «Филумена Мартурано» — Риккардо, реж. С.де Лука (Малый театр) (2013)
- «Маскарад» — Игрок — реж. А.Житинкин (Малый театр) (2014)

### Фильмография
- 2005 — Криминальные игры — Волынский
- 2005 — Гибель империи — мистик
- 2005 — 2006 — Черная богиня — официант
- 2006 — Свой. Чужой — немецкий солдат
- 2008 — Одна ночь любви — Сергей Деревянко
- 2009 — Кармелита. Цыганская страсть — Лачо
- 2010 — Была любовь — Владимир
- 2011 — Объект 11 — маньяк
- 2011 — Самый лучший фильм 3-ДЭ — переводчик
- 2011 — История российской полиции — ведущий
- 2011 — Бигль — Максим
- 2012 — Не укради — Пуля
- 2012 — 2-й убойный — Кленов
- 2012 — Счастливы вместе — Аристарх
- 2012 — Катина любовь — Дэнис Синицын
- 2012 — Московские сумерки — охранник в институте
- 2013 — Истребители — Карл
- 2013 — Тайна Егора — Борис Шумейко
- 2014 — Прощай, любимая — Пашутин
- 2014 — Грешник — референт
- 2014 — Отец Матвей — Марат
- 2014 — Пасечник — Винт
- 2014 — Дельта — Максим Бородин
- 2018 — Топор — Бёме